# The Blade (báo)
The Blade, thường được gọi là Toledo Blade, là một nhật báo ở Toledo, Ohio, Mỹ, xuất bản lần đầu vào ngày 19 tháng 12 năm 1835.

## Tổng quan
David Ross Locke đã giành được danh tiếng quốc gia về viết lách dưới bút danh Petroleum V. Nasby. Viết bài dưới bút danh này, Locke đã viết các bài châm biếm từ các chủ đề nô lệ đến Nội chiến và những bài chừng mực. Tổng thống Abraham Lincoln thích các bài châm biếm của Nasby và đôi khi trích dẫn chúng. Năm 1867, Locke đã mua The Blade.
Năm 2004, The Blade đoạt Giải Pulitzer cho phóng sự điều tra (Pulitzer Prize for Investigative Reporting) với một loạt bài có tựa "Buried Secrets, Brutal Truths". Câu chuyện này đã mang ra ánh sáng vụ Lực lượng Mãnh Hổ thực hiện thực hiện hàng loạt vụ thảm sát tại Quảng Nam và Quảng Ngãi. Năm 2006, The Blade vào chung kết Giải Pulitzer, và giành giải National Headliner Award, vì đã đưa ra công luận vụ scandal ở Ohio gọi là "Coingate".
Tổng biên tập hiện là John Robinson Block, gia đình của ông mua tờ báo này năm 1926 và cũng là chủ của tập đoàn truyền thông Block Communications, một tập đoàn làm chủ cả các hệ thống cáp, đài truyền hình, hệ thống dịch vụ mạng Internet Buckeye Express.
Theo World Almanac năm 2005, The Blade có số lượng báo lưu hành nhiều thứ 81 ở Hoa Kỳ.
Cái tên Toledo Blade (Thanh kiếm của Toledo) là được đặt theo tên của thành phố Toledo tại Tây Ban Nha, nơi mà kỹ nghệ chế tạo kiếm rất nổi tiếng.